# Cent (masa)
Cênt je merska enota za maso, ki je enaka 100 kilogramom. Oznaka za cent je q. Stari cent je enak 56 kg.